# São Pedro do Esteval
São Pedro do Esteval is een plaats (freguesia) in de Portugese gemeente Proença-a-Nova en telt 666 inwoners (2001).